# Аварія (фільм, 1974)
«Аварія» (рос. «Авария») — радянський фільм режисера Вітаутаса Жалакявічуса, знятий в 1974 році за однойменною повістю швейцарського письменника  Фрідріха Дюрренматта.

## Сюжет
Машина Альфредо Трапса (Адомайтіс), торгового представника, ламається десь в сільській місцевості. Співробітник техдопомоги Фрідріх пропонує йому переночувати в будинку старого судді. Увечері до господаря приходять гості — колишні прокурор, адвокат і кат. Під час трапези вони пропонують Альфредо зіграти в своєрідну гру, яка, по суті, є напівжартівливою імітацією судового процесу. Для початку Трапсу пропонують розповісти історію свого життя. Неабияк випивши вина, торговий представник повідомляє деякі делікатні подробиці своєї біографії.
Аналізуючи їх, колишній прокурор розкручує історію любовного зв'язку між Трапсом і дружиною його колишнього шефа Гігакса, яка і могла призвести до смерті останнього, хоча в реальності той помер від інфаркту міокарда. Імпровізований суд присуджує Альфредо до смертної кари, що викликає загальні веселощі, до якого приєднується і Трапс. В процесі веселощів суддя, як-би ненароком, щось шепнув на вухо катові.
З ранку Трапс їде на начебто відремонтованій машині, проте на гірській дорозі його автомобіль потрапляє в катастрофу.

## У ролях
| Актор                | Роль                                                                                        |
| -------------------- | ------------------------------------------------------------------------------------------- |
| Регімантас Адомайтіс | Альфредо Трапс (озвучував В'ячеслав Шалевич)                                                |
| Ростислав Плятт      | прокурор Курт Цорн                                                                          |
| Бронюс Бабкаускас    | Адвокат (озвучував Георгій Куликов)                                                         |
| Юрі Ярвет            | Суддя (озвучував Олексій Консовський)                                                       |
| Ірина Мірошниченко   | Симона                                                                                      |
| Микола Шацький       | Кат Піле                                                                                    |
| Ервін Кнаусмюллер    | Віце-президент товариства скотарів Шпігель (в титрах не вказаний)                           |
| Л. Куренкова         | Епізод (в титрах не вказано)                                                                |
| Наталя Кустинська    | Дивна дама в автомобілі                                                                     |
| Валентин Нікулін     | Працівник техобслуговування Фрідріх (озвучував Володимир Ферапонтов) (в титрах не вказаний) |
| Г. Столяров          | Тобіас (в титрах не вказаний)                                                               |

## Знімальна група
- Автор сценарію і режисер-постановник: Вітаутас Жалакявічус
- Головний оператор: Анатолій Кузнецов
- Декорації: Євген Колганов

Костюми: Людмила Кусакова
- Композитор і диригент:  В'ячеслав Овчинников
- Звукооператори:
  - Л. Беневольська
  - І. Майоров
- Директор картини:  Наум Поляк